# My Love from the Star
My Love from the Star este un film serial sud-coreean din anul 2013 produs de postul SBS.

## Distribuție
- Jun Ji-hyun - Cheon Song-yi
- Kim Soo-hyun - Do Min-joon
- Park Hae-jin - Lee Hee-kyung
- Yoo In-na - Yoo Se-mi